# Гельмут Зайбт
Гельмут Зайбт  (нім. Helmut Seibt, 25 червня 1929 — 21 липня 1992) — австрійський фігурист, олімпійський медаліст.

## Виступи на Олімпіадах
| Олімпіада        | Дисципліна       | Місце |
| ---------------- | ---------------- | ----- |
| Санкт-Моріц 1948 | одиночний розряд | 9     |
| Санкт-Моріц 1948 | парне катання    | 11    |
| Осло 1952        | одиночний розряд | 2     |